# Phyciodes arizonensis
Phyciodes arizonensis är en fjärilsart som beskrevs av Bauer 1975. Phyciodes arizonensis ingår i släktet Phyciodes och familjen praktfjärilar. Inga underarter finns listade i Catalogue of Life.